# Gál Mihály
Gál Mihály (?) a Gondolat Kiadó titkára és szerkesztője, filmtörténész.

## Élete
Kiadó munkája mellett mellékesen kezdett el foglalkozni filmtörténettel, különösen a film forgalmazásának kérdésköreivel. Különösen a magyarországi filmcenzúra témakörében végzett levéltári kutatásokat, amelyekből több könyve megjelent. Kutatásai érintik a Horthy-, a Rákosi- és a Kádár-kori filmes bizottságok munkáját.

## Művei
- „A vetítést vita követte”. A Filmátvételi Bizottság jegyzőkönyvei 1968–1989, Gondolat Kiadó, Budapest, 2015, ISBN 978-963-693-589-4[2]
- Péntekre javasoljuk! – Az MSZMP vezetőinek vetített filmek 1966–1989, Clipperton Kiadó, Budapest, 2016, ISBN 9789631254259[3]
- Jud Süss – A film magyarországi fogadtatása 1941–1944, Clipperton Kiadó, Budapest, 2017, ISBN 9786150004662[4]
- Cezúrák és cenzúrák. Az Országos Mozgóképvizsgáló Bizottság tevékenysége 1920–1948, Gondolat Kiadó, Budapest, 2020, ISBN 9789635560448[5]
- (szerk.) „A nemzet lelkiismeretének” Németh László dedikált könyvtára, Gondolat Kiadói Kör, Budapest, 2024, ISBN 978 963 556 536 8 (második, bővített kiadás, első kiadás: 2012)[6]